# EG LNG
EG LNG (också känt som Punta Europa LNG) är ett energibolag som driver en anläggning för nerkylning och förvaring av naturgas i Malabo, Ekvatorialguinea.
Anläggningen som blev klar 2007 har en kapacitet om 3,4 miljoner ton per år. Ytterligare en anläggning planeras tillsammans med gasledningar till gasfält i Nigeria och Kamerun.
De största aktieägarna är Marathon Oil Corporation, som äger 60 procent och Sonagas, som är det nationella gasbolaget i Ekvatorialguinea, som äger 25 procent.